# Навоїйський гірничо-металургійний комбінат

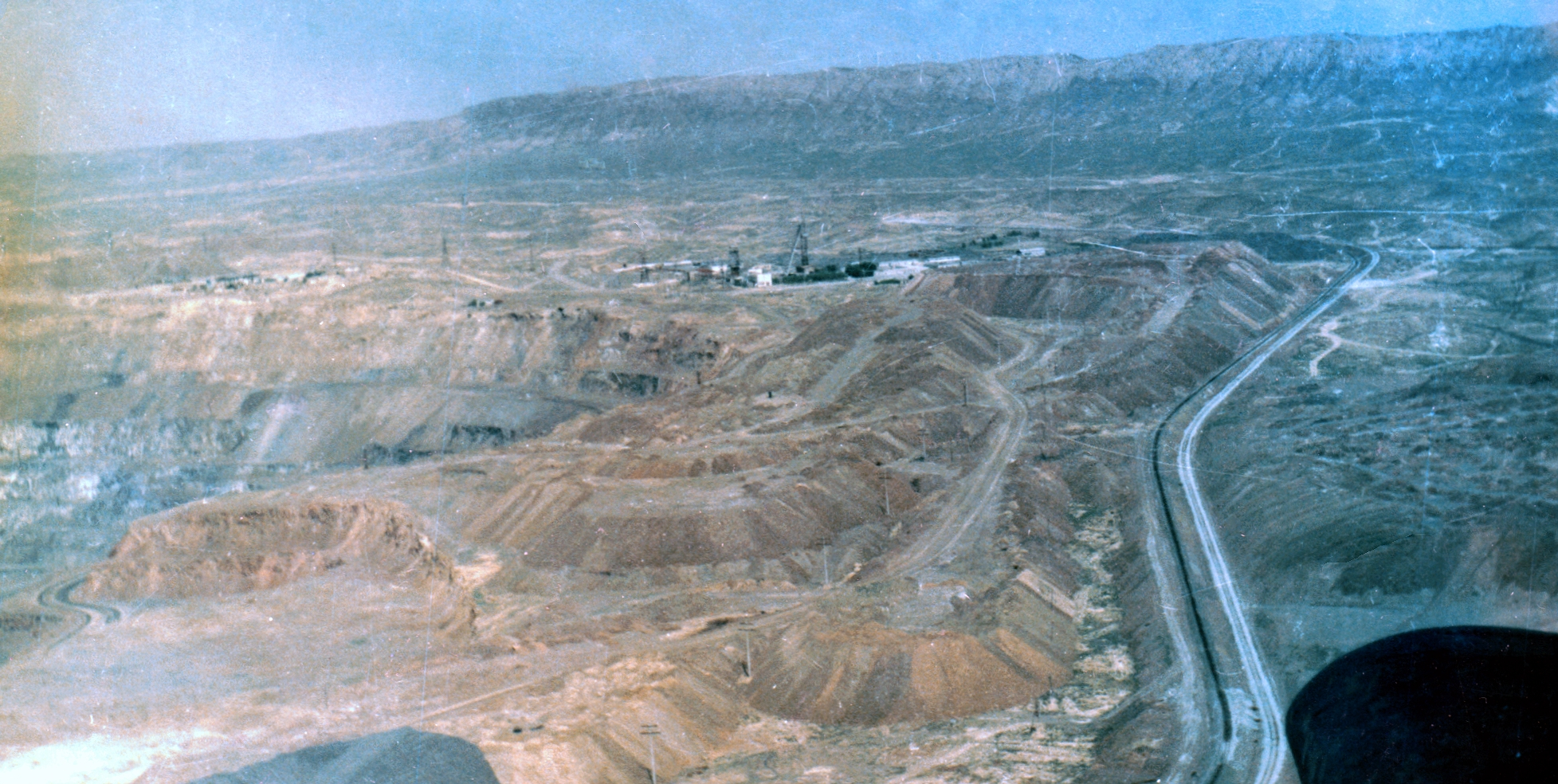
Кар'єру Мурунтау в 1988 році

Навоїйський гірничометалургійний комбінат (НГМК) — велике гірничо-металургійне підприємство в Узбекистані.

## Загальна інформація
Створений в 1958 році в межах радянської ядерної програми як Комбінат №2. В 1967-му перейменований на Навоїйський гірничометалургійний комбінат. Був одним з найбільших виробників урану в СРСР.
Наразі один з найбільших виробників золота в Центральній Азії та світі. Основною золоторудною базою підприємства є родовище Мурунтау (Центральні Кизилкуми), розробка якого ведеться з 1967 року.
Що стосується уранового напрямку, то в 2020-му його виділили з НГМК зі створенням окремої державної компанії «Навоїуран» (в 2023 році «Навоїуран» видобув 3,8 тисячі тонн урану та зайняв шосте місце в світі з показником у 7% від світового виробництва).

## Рудоуправління та рудники

### Північне рудоуправління
Найперше за часом виникнення, до 1967 року носило назву Підприємство №27. Первісно належало до Комбінату №6 (зазвичай відомий під більш пізньою назвою Ленінабадський гірничо-хімічний комбінат), проте вже невдовзі після початку робіт було передане до новоствореного Комбінату №2, який з 1967-го перейменували на НГМК.
Кілька десятиліть робота рудоуправління була пов'язана з видобутком урану на руднику Учкудук.
В 1990-х перепрофілійоване на розробку золоторудних родовищ — рудники Кокпатас, Даугизтау.

### Центральне рудоуправління
Створене в 1964-му для роботи з золоторудним родовищем Мурунтау, що ведеться за допомогою гігантського кар'єру Мурунтау.
На початку XXI століття у складі рудоуправління з'явився рудник Аумінзо-Амантой. В 2022-му стартували роботи на родовищах Балпантау і Тамдибулак. З того ж 2022-го на належний рудоуправлінню гідрометалургійний завод надходить продукція рудника Турбай.

### Східне рудоуправління
З'явилось не пізніше 1965 року для видобутку урану на руднику Суграли.
Наразі рудоуправління вже не рахується серед підрозділів НГМК.

### Південне рудоуправління
Створене в 1964-му для видобутку урану на руднику Сабирсай. В наступному десятилітті у цьому ж регіоні почав діяльність інший урановий рудник Кетменчі.
Наразі рудоуправління сконцентрувалось на видобутку золота та працює з рудниками Зармітан, Урталик, Гужумсай, Марджанбулак.

### Рудоуправління № 5
Рудоуправління створили в 1971 році у складі Ленінабадського гірничо-хімічного комбінату (ЛГХК), якому воно підпорядковувалось до 1993 року. Таке рішення пояснювалось позицією ЛГХК як лідера в освоєнні технологій підземного свердловинного вилуговування, якими вирішили розробляти родовища Зафарабадської групи (Північний та Південний Букінай, Бешкак). Лише після розпаду СРСР Рудоуправління № 5 нарешті опинилось у складі НГМК. В подальшому в його складі з'явився рудник Кендик-Тюбе, який розташований значно північніше від інших родовищ.
В 2020-му активи Рудоуправління № 5 передали до «Навоїуран».

### Рудоуправління "Кизилкум"
Створене в 2012 році як Рудоуправління ГМЗ-1, а в подальшому перейменоване на Рудоуправління "Кизилкум". Займається видобутком золота на рудниках Пісталі, Каракутан.

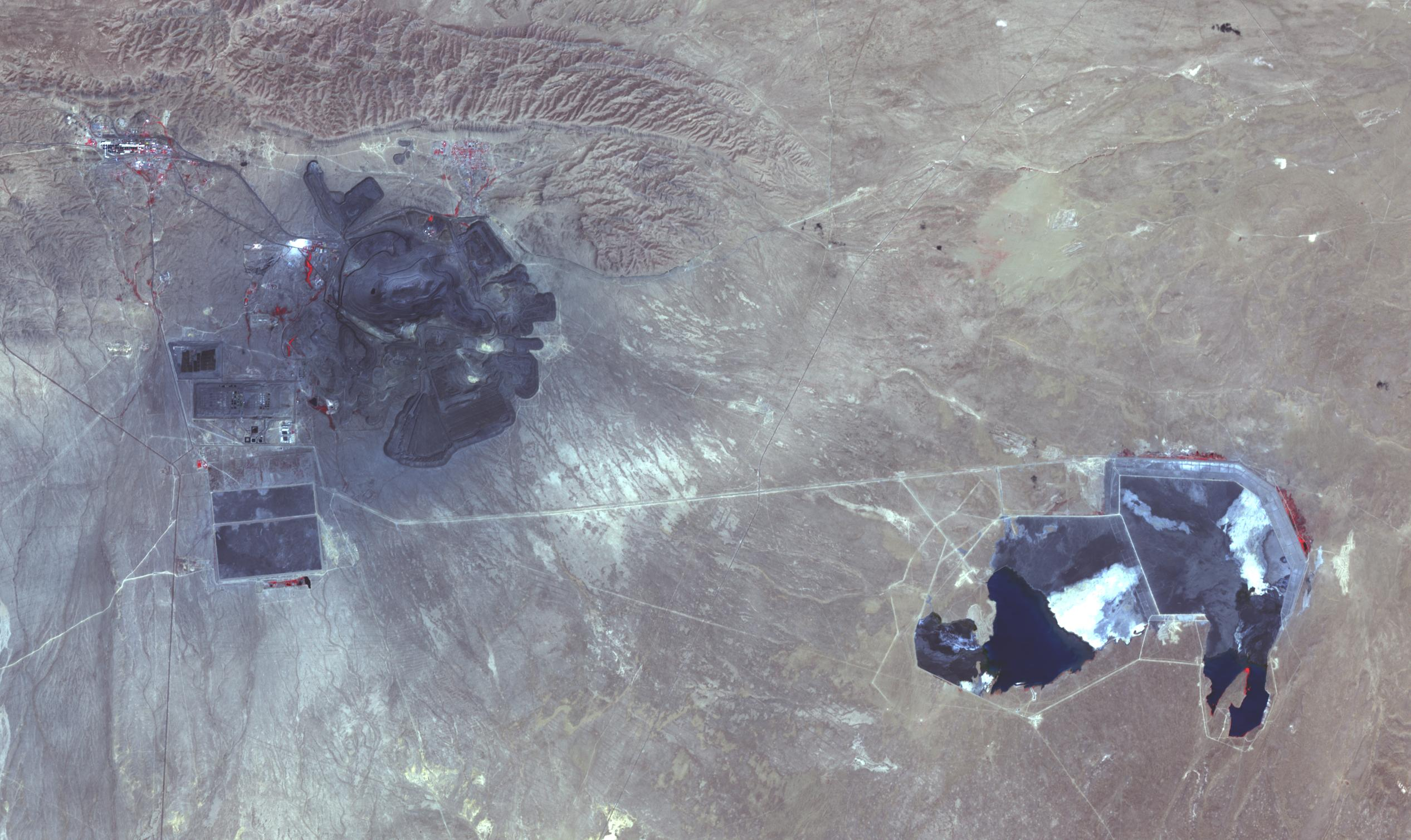
Вигляд головних об'єктів Центрального рудоуправління з космосу. В лівому верхньому куті ГМЗ-2, дещо ближче до центру кар'єр Мурунтау, в правому нижньому куті Шариктійське водосховище

## Металургійні заводи комбінату
У складі комбінату діють численні гідрометалургійні заводи:
- ГМЗ-1 в місті Навої. Цей майданчик первісно створили для роботи з ураном, проте в 1990-х його також задіяли у вилученні золота, а пізініше включили до Рудоуправління ГМЗ-1 ("Кизилкум"). При виділенні компанії «Навоїуран» до неї передали частину заводу з урановим циклом;
- ГМЗ-2 в Зарафшані, який обслуговує золоторудні родовища Центрального рудоуправління. Він використовує технологію попереднього цианування з наступним сорбційним вилуговуванням золота зі смолою (можливо відзначити, що наприкінці 1960-х на розташованому неподалік хімічному комплексі у Навої запустили продукування цианіду натрію);
- ГМЗ-3 в Учкудуці, що працює з золотими рудами, отриманими з рудників Північного рудоуправління;
- ГМЗ-4, призначений для переробки золотовмісних руд Південного рудоуправління. При цьому у складі зазначеного рудоуправління діє Марджанбулацька фабрика з вилучення золота, яка обслуговує родовища Марджанбулацького рудного поля;
- ГМЗ-5, що обслуговує рудник Аумінзо-Амантой. Також сюди надходить продукція розташованого за вісім десятків кілометрів північніше рудника Турбай;
- ГМЗ-6, який обслуговує рудник Пісталі.

## Інші корисні копалини
Окрім робіт з рудами металів комбінат розробляє чи розробляв родовища фосфоритів, кухонної солі, облицювального каменю (габро, граніт, мармур), піску для будівництва та ливарного виробництва, бариту, вапняку.
Зокрема, в після розпаду СРСР до складу НГМК передали рудник «Флюоритовий», що до того належав до ЛГХК.
Також два дестяки років до НГМК відносився Кизилкумський фосфоритний комплекс, що територіально розташований між  родовищами НГМК. Втім, у 2018-му це підприємство вивели зі складу комбінату (з 2020-го воно належить до Алмалицького гірничо-металургійного комбінату).

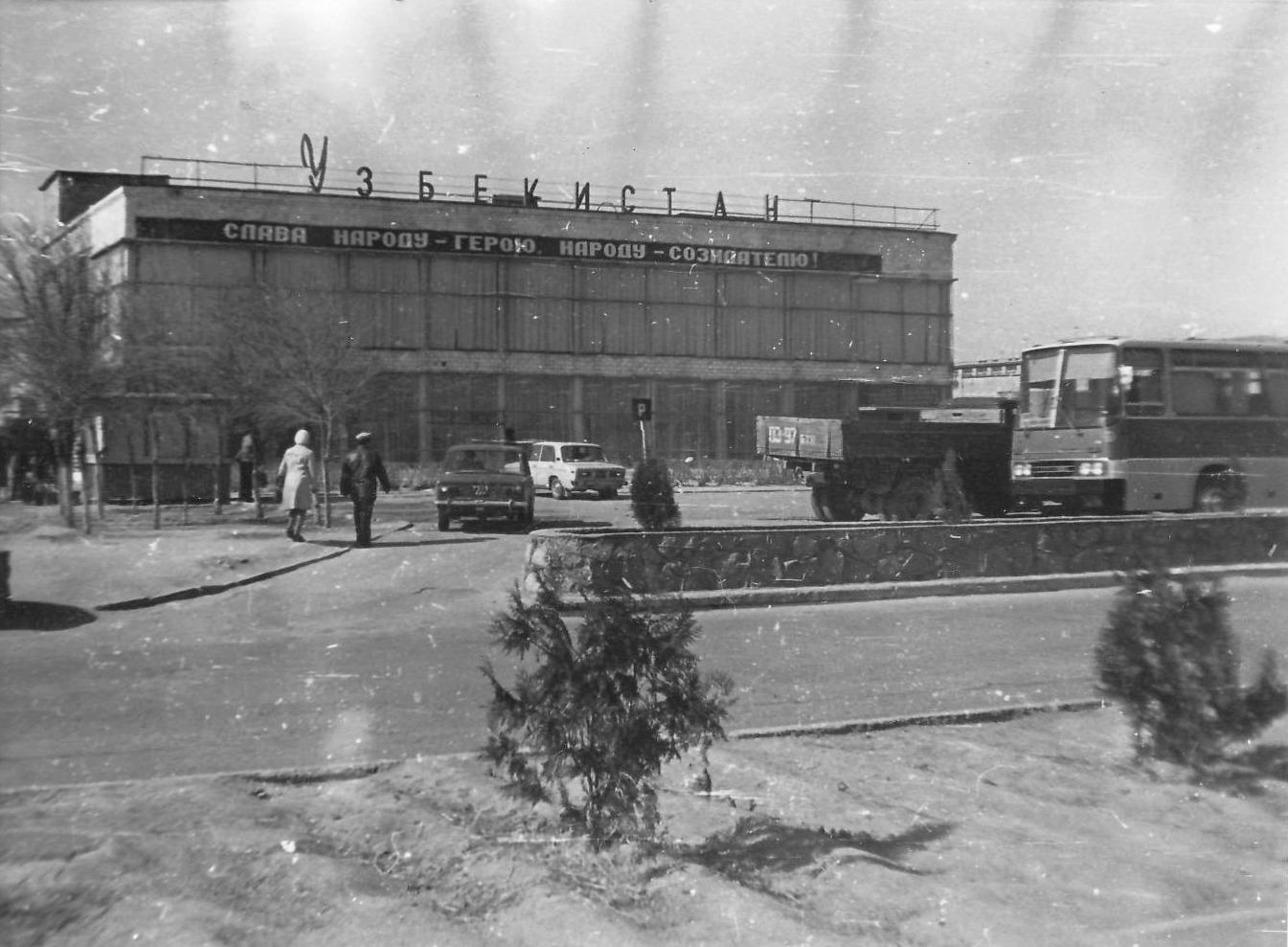
Місто Учкудук виникло у зв'язку з розробкою однойменного уранового родовища

## Інша інформація
В 1985-му комбінат отримав цех сульфатної кислоти, який наразі відійшов до складу "Навоїуран".
До комбінату відноситься «Навоїйський машинобудівний завод».
Чисельність робітників комбінату могла досягати 60 тисяч працівників.
У комплексі з рудоуправліннями виник цілий ряд міст — Навої (ГМЗ-1), Учкудук (Північне РУ), Зарафшан (Центральне РУ), Нурабад (Південне РУ), Зафарабад (РУ-5).
НГМК співпрацює з компаніями США, Канади, Австралії, Японії та інших країн.